# Dąbrowice (gmina)
Dąbrowice – gmina miejsko-wiejska w województwie łódzkim, w powiecie kutnowskim. W latach 1975–1998 gmina położona była w województwie płockim.
Siedziba gminy to miasto Dąbrowice.
Gmina jest członkiem Związku Gmin Regionu Kutnowskiego.
Według danych z 31 grudnia 2023 gminę zamieszkiwało 1801 osób.

## Struktura powierzchni
Według danych z roku 2007 gmina Dąbrowice ma obszar 46,15 km², w tym:
- użytki rolne: 94%
- użytki leśne: 0%

Gmina stanowi 5,20% powierzchni powiatu.

## Historia
Za Królestwa Polskiego gmina wiejska Dąbrowice należała do powiatu kutnowskiego w guberni warszawskiej. 31 maja 1870 do gminy przyłączono pozbawione praw miejskich Dąbrowice.

## Demografia

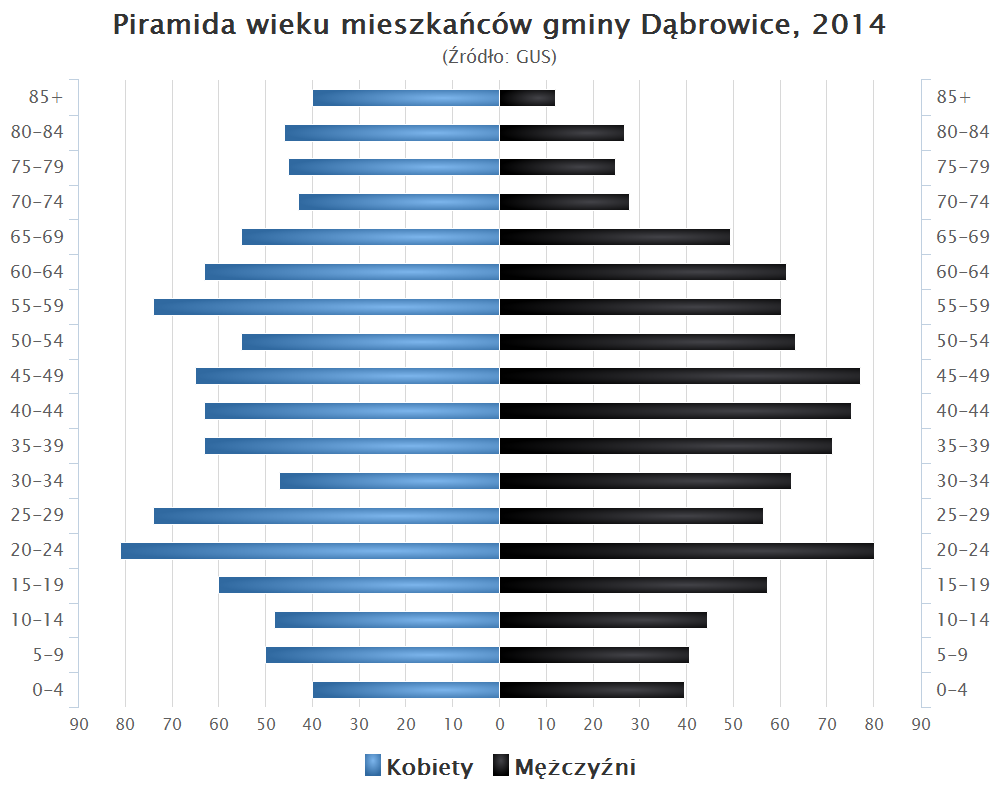
Piramida wieku mieszkańców gminy Dąbrowice w 2014 roku

Dane z 31 grudnia 2014:
| Opis                              | Ogółem | Ogółem | Kobiety | Kobiety | Mężczyźni | Mężczyźni |
| --------------------------------- | ------ | ------ | ------- | ------- | --------- | --------- |
| jednostka                         | osób   | %      | osób    | %       | osób      | %         |
| populacja                         | 1943   | 100    | 1013    | 52,1    | 930       | 47,9      |
| gęstość zaludnienia (mieszk./km²) | 42     | 42     | 22      | 22      | 20,2      | 20,2      |

## Sołectwa
Augustopol, Baby, Dąbrowice (sołectwa: Dąbrowice Pierwsze, Dąbrowice Drugie i Dąbrowice Trzecie), Liliopol, Mariopol, Ostrówki, Witawa, Zgórze, Żakowiec.
Dąbrowice podzielone są na trzy sołectwa:
- Dąbrowice Pierwsze –  obejmuje obszar południowy  w widłach ulic Kłodawskiej i Cmentarnej, z Piotrowem;
- Dąbrowice Drugie – obejmuje centrum Dąbrowic oraz obszar północno-zachodni w widłach ulic Sławińskiego i Kłodawskiej z Cieleburzyną;
- Dąbrowice Trzecie – obejmuje obszar północno-zachodni w widłach ulic Sławińskiego i Wodnej, z Błoniem, Działami, Dzięgostem i Majdanami.

## Pozostałe miejscowości
Cieleburzyna, Działy, Dzięgost, Iwiny, Łojewka, Majdany, Piotrowo, Rozopol.

## Sąsiednie gminy
Chodecz, Chodów, Krośniewice, Lubień Kujawski, Nowe Ostrowy, Przedecz